# TRIBALYTHM
『TRIBALYTHM』（トライバリズム）は、FLOWの11枚目のオリジナルアルバム。2019年4月10日にKi/oon Recordsから発売された。

## 概要
- 前作『#10』から3年ぶりのオリジナルアルバムで、アルバム全体としては、ベストアルバム『FLOW THE BEST 〜アニメ縛り〜』から約1年ぶりのアルバム。
- アルバムを宣伝するために、各曲のリリックビデオが3月26日から4月8日まで毎日リリースされた。
- キャッチコピーは、『国境・民族を超え世界を繋ぐFLOWのマスターピース誕生！』

## 収録曲

### DISC 1
全作曲：Takeshi Asakawa
1. TRIBALYTHM -Intro- [1:55]
編曲：FLOW
  - インスト曲。
2. 風ノ唄 [4:19]
作詞：Kohshi Asakawa　編曲：FLOW
  - メジャー31枚目のシングルの1曲目。
  - 独立UHF系アニメ『テイルズ オブ ゼスティリア ザ クロス』第1期オープニング主題歌。
3. Break it down [4:03]
作詞：Kohshi Asakawa　編曲：FLOW
  - メジャー34枚目のシングルの2曲目。
  - スマホ・PCゲーム『NARUTO×BORUTO 忍者TRIBES』主題歌。
4. 火花 [4:03]
作詞：Kohshi Asakawa　編曲：FLOW
5. PENDULUM [4:12]
作詞：Kohshi Asakawa　編曲：FLOW
  - スマホ・PCゲーム『コードギアス 反逆のルルーシュ ロストストーリーズ』主題歌。
  - 2018年9月23日に開催された『TOKYO GAME SHOW 2018』のシークレットライブで演奏された曲。
6. サンダーボルト [3:55]
作詞：Kohshi Asakawa　編曲：FLOW
7. INNOSENSE [4:00]
作詞：Kohshi Asakawa　編曲：FLOW
  - メジャー32枚目のシングル。
  - 独立UHF系アニメ『テイルズ オブ ゼスティリア ザ クロス』第2期エンディング主題歌。
8. 音色 [4:37]
作詞：Kohshi Asakawa　編曲：FLOW
  - メジャー34枚目のシングルの1曲目。
  - 朝日放送テレビドラマL『幸色のワンルーム』主題歌。
9. BELIEVER [4:06]
作詞：Keigo Hayashi　編曲：FLOW
  - 全国ツアー『FLOW LIMITED CIRCUIT 2016「風ノ陣」』で演奏された曲。 当時、タイトルは「Believer」と書かれていた。
10. Smells Like 40 Spirit [4:00]
作詞：Kohshi Asakawa　編曲：FLOW & ミツル
11. BURN [4:02]
作詞：Kohshi Asakawa　編曲：キバオブアキバ & FLOW
  - メジャー31枚目のシングルの2曲目。
  - PS3・PS4用ゲームソフト『テイルズ オブ ベルセリア』主題歌。
12. ONENESS [4:12]
作詞：Kohshi Asakawa & Keigo Hayashi　編曲：FLOW
  - 2枚目の配信限定シングル。
  - ワンマンライブ『15th Anniversary Final「FLOW LIVE BEST 2019 in 日本武道館～神祭り～」』テーマソング。
13. アイオライト [4:15]
作詞：Kohshi Asakawa　編曲：FLOW
  - 全国ツアー『FLOW LIMITED CIRCUIT 2016「炎ノ陣」』で演奏された曲。
14. TRIBALYTHM -Outro- [1:28]
編曲：FLOW
  - インスト曲。

### DISC 2（初回生産限定盤のみ）
15th Anniversary Final「FLOW LIVE BEST 2019 in 日本武道館～神祭り～」

1. Break it down
2. JOY TO THE WORLD
3. 7th Heaven
4. Steppin' out
5. 赤いサイレン
6. Red Hot Riot
7. ブレイブルー
8. COLORS
9. メロス
10. 常夏エンドレス
11. 音色
12. Answer
13. Shakys
14. ONENESS
15. Howling[注 1]
16. 7-seven-[注 1]
17. 愛愛愛に撃たれてバイバイバイ
18. HERO ～希望の歌～
19. Sign
20. 風ノ唄
21. GO!!!
22. ANTHEM
23. Garden

～Encore～

EN1. PENDULUM

EN2. ブラスター

特典映像

- Documentary of FLOW LIVE BEST 2019 in 日本武道館～神祭り～
- Documentary of 15th Anniversary TOUR 2018 "Anime-Shibari" -Latin America Tour-
- TRIBALYTHM企画 ニ番勝負 ビストロFLOW ブラジル料理対決
- TRIBALYTHM企画 ニ番勝負 世界のききビール対決